# Portugal (personificación)

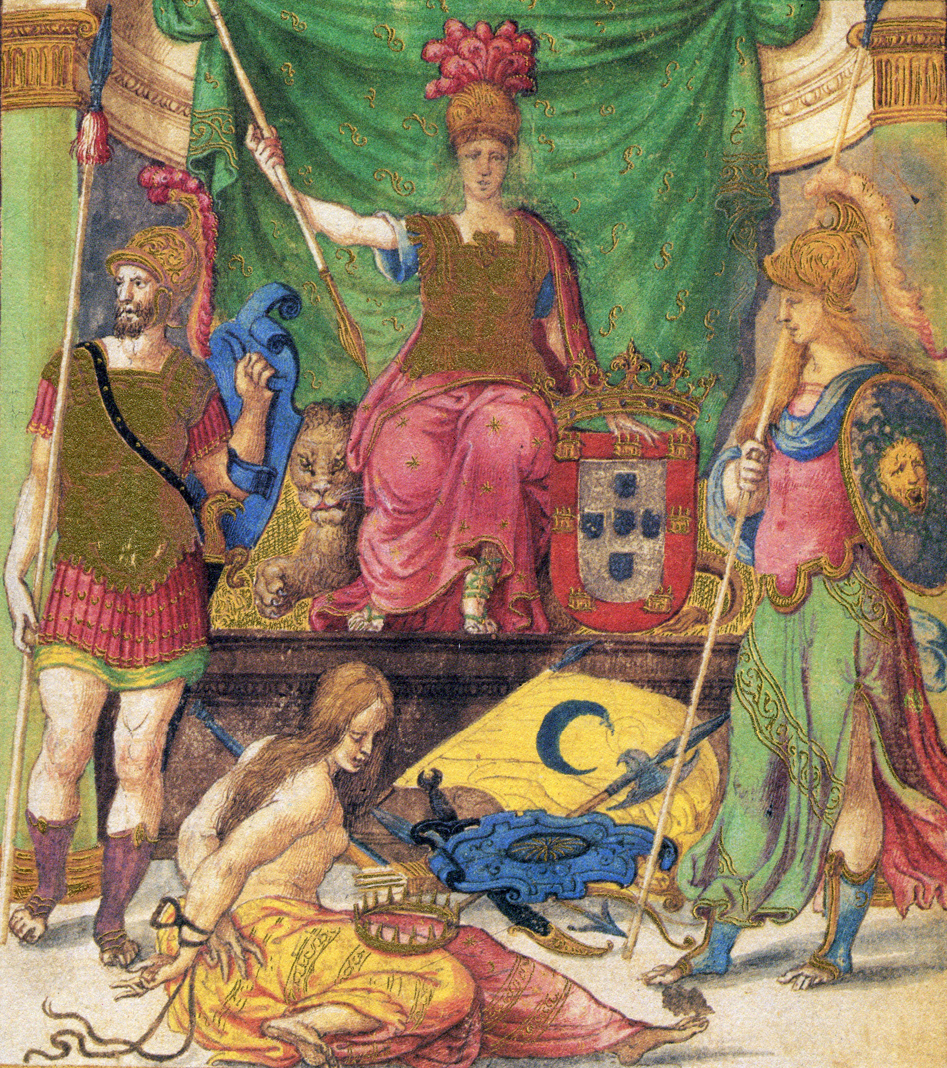
Frontispicio del Sucesso do Segundo Cerco de Diu de Jerónimo Côrte-Real.

La alegoría de Portugal también conocida como A pátria (en portugués) fue la personificación nacional del Reino de Portugal hasta la llegada de la República Portuguesa en el año 1910, cuando fue sustituida por la Efígie da República.

## Historia

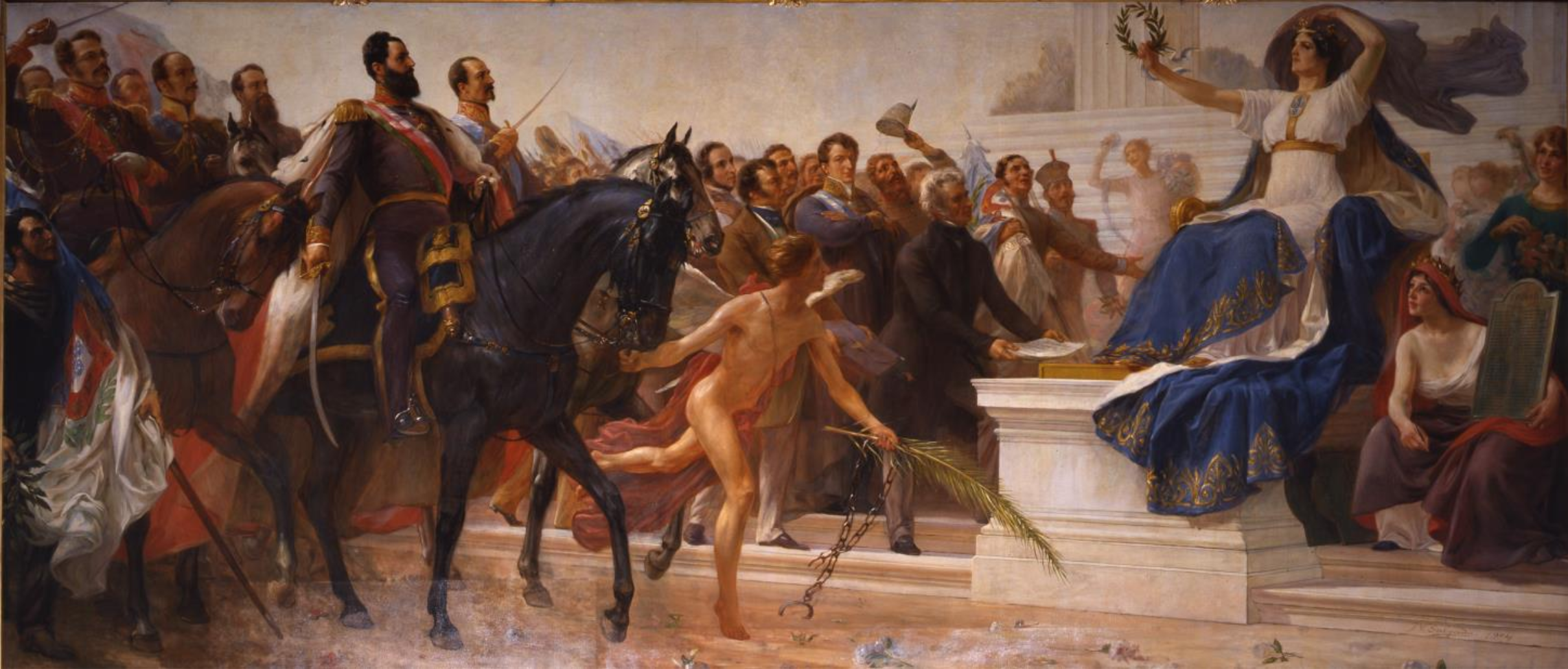
A Pátria coroando os seus Heróis. Pintura de Veloso Salgado en el Museo militar de Lisboa.

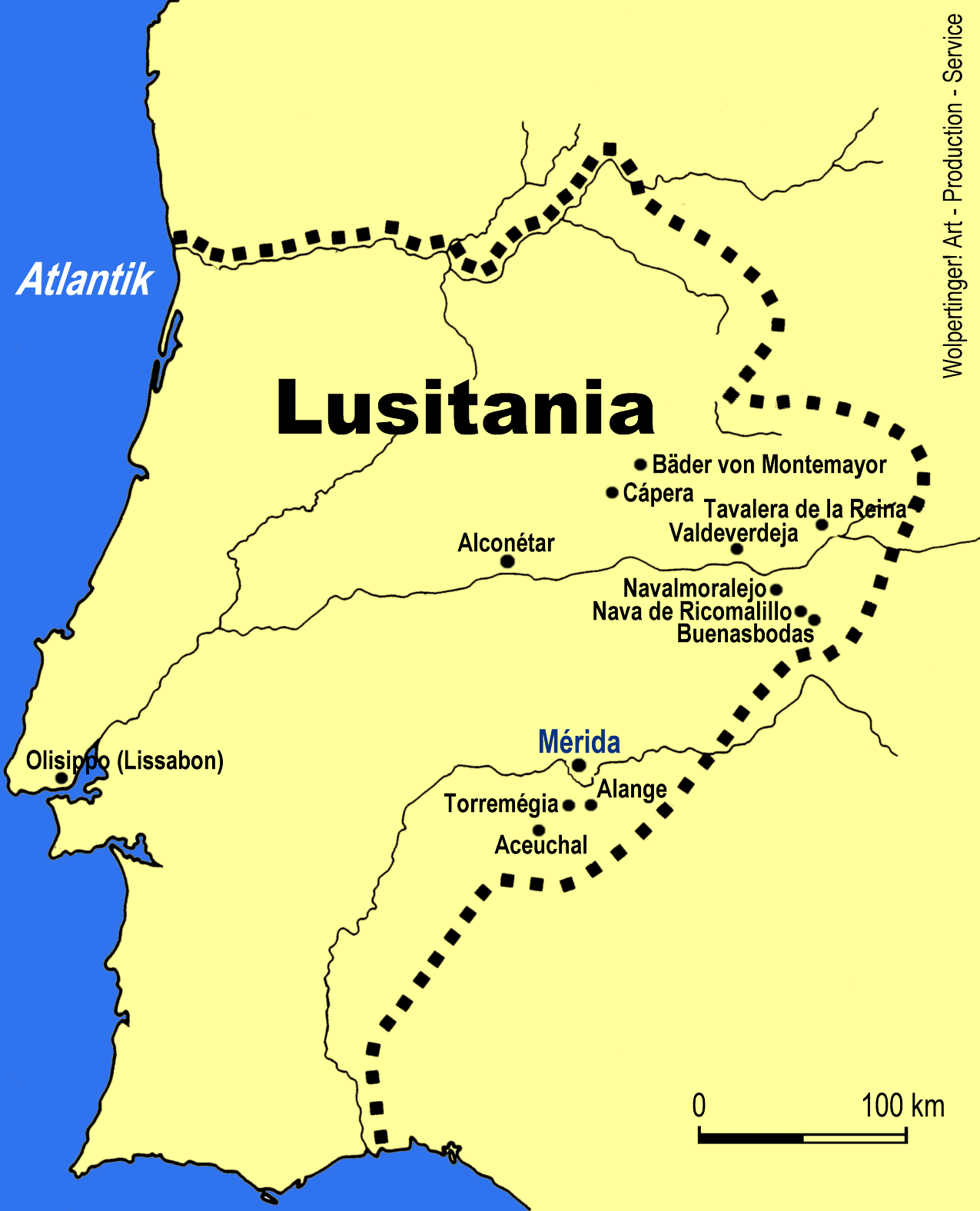
Ubicación de Lusitania dentro del Imperio Romano.

Durante el Imperio Romano toda la península ibérica se consideraba Hispania, al ser esta tan extensa, hizo falta dividirla en diferentes provincias a lo largo del tiempo. En un comienzo se dividió Hispania en citerior (cercana) y ulterior (lejana) según su cercanía o lejanía de Roma. En tiempos de Augusto se tuvo que volver a reorganizar entre Tarraconensis, Baetica y Lusitania, para luego añadir dos más: Gallaecia y Cartaginensis para su mejor gestión.
Aunque Portugal durante la Edad Media era considerada también España, al unirse las coronas de Castilla y de Aragón junto a la conquista del reino de Navarra y la toma de Granada por ambas a finales del siglo XV se hizo necesario distinguir a los portugueses del resto de españoles debido a que no estaban en unión política con el resto de reinos hispánicos. La diferencia entre España y Portugal hoy en día es clara debido a los siglos de historia independiente de ambos reinos pero entonces no era tan clara como nos confirma Luís de Camões (1524-1580):

[...] falai de castelhanos e de portugueses, porque espanhóis somos todos.

Aunque bajo el Reinado de Felipe II de España hasta el reinado de Felipe IV estuvo Portugal durante 60 años unida al resto de España —dicho desde la persectiva de la época—, esta logró independizarse durante una revuelta, por tanto desde entonces España y Portugal se convirtieron en dos países separados para siempre y con identidades nacionales bien diferenciadas. 
Esto hizo que Portugal se identificara con la provincia hispana de Lusitania debido a que coincidía ampliamente con el Reino de Portugal, sin embargo también algunos territorios actuales de España fueron parte de Lusitania. Curiosamente, al contrario que otros países que también fueron antiguas provincias romanas, Portugal no se refirió nunca a su alegoría femenina como "Lusitania" sino como "La patria" (A pátria) o simplemente Portugal.
Su primera aparición conocida fue en 1574 en el frontispicio del Sucesso do Segundo Cerco de Diu de Jerónimo Côrte-Real donde aparece junto a un león, como suele aparecer Hispania. En un cuadro atribuido a Arcangelo Fuschini Alegoria à Monarquia Lusitana si hace referencia a la provincia de Lusitania aunque este representación está vinculada a la monarquía portuguesa y no al país en sí.
En 1904 Veloso Salgado pinta una obra en la que aparece Portugal llamada A Pátria Coroando os Seus Heróis donde evita referirse a ella como Lusitania o Portugal.

## Galería

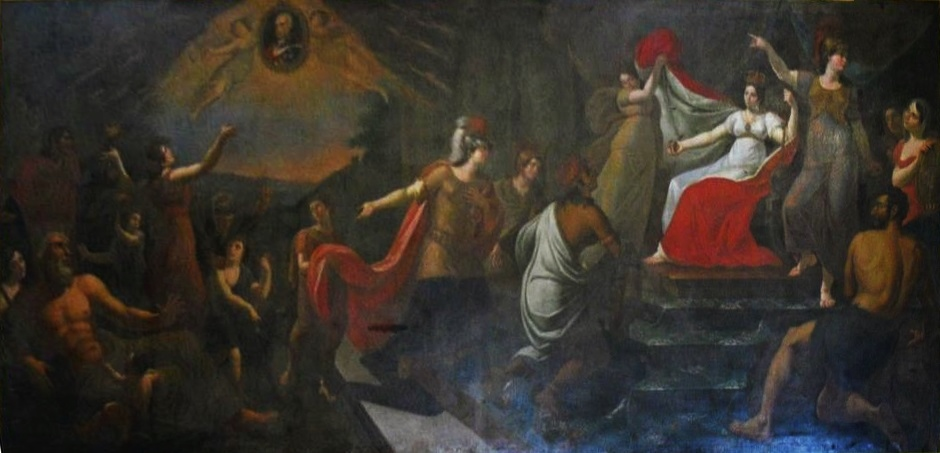
Alegoría de la Monarquía lusitana.